# Nerice
Nerice is een geslacht van vlinders van de familie tandvlinders (Notodontidae).

## Soorten
- N. bidentata Walker, 1855
- N. bipartita Butler, 1885
- N. davidi Oberthür, 1881
- N. leechi Staudinger, 1892
- N. upina Alphéraky, 1892